# Fokke Kamstra
Fokke Kamstra (Sneek, 7 april 1870 – Alkmaar, 4 oktober 1950) was een Nederlands kunstschilder en tekenaar. Tot zijn 23e jaar werkte hij in de tabak en daarna begon hij een meubel- en beddenfabriek die hij in 1908 verplaatste naar Blaricum, waar hij zeven jaar lid was van de gemeenteraad. Omdat de zaak niet zo goed liep, verhuisde hij naar Amsterdam en ging daar werken in de betonbouw. Hij zette zich ook in bij de geheelonthouders beweging.
Vanaf 1927 wijdde hij zich geheel aan de schilderkunst, en vestigde zich in 1930 in Bergen (Noord-Holland).
Zijn onderwerpen omvatten landschappen, stillevens, bloemstillevens, en portretten. Hij schilderde vooral interieurs van kerken in: Haarlem, Delft, Alkmaar, Amsterdam, Hoorn, Monnickendam, Egmond, De Rijp en Brussel. Een schilderij van Esther de Boer-van Rijk als Kniertje werd aangekocht door de Stadsschouwburg in Amsterdam.